# Det Danske Missionsselskab
Det Danske Missionsselskab (forkortet DMS) var et missionsselskab stiftet den 17. juni 1821 af Lyngby-præsten Bone Falch Rønne (1764-1833). Selskabets motto var: Frygt ikke! Tro ikkun! (stammer fra Bibelen fra enten Luk 8,50a eller Mark 5,36). Selskabet blev pr. 1. januar 2000 slået sammen med Dansk Santalmission og hedder nu Danmission.

## Indre organisering
Det var en fri forening med det formål at bringe evangeliet til hedningerne, men den mødte i begyndelsen mange forhindringer, særlig fra det kongelige missionskollegiums side, det blev endog forbudt præsterne i deres præstegårde at ophænge indsamlingsbøsser, hvori frivillige gaver kunde nedlægges. Grønland var den nærmeste arbejdsmark. Selskabet hjalp vordende grønlandske præster til deres uddannelse, lod grønlandske bøger trykke og sendte en kirkebygning til Julianehåb. Desuden trådte selskabet i forbindelse med det baselske missionsselskab, understøttede dette med gaver og udsendte missionærer gennem det. Til de daværende danske besiddelser på Guineakysten fik det udsendt flere missionærer, af hvilke sønderjyden Andreas Riis var den mest bekendte.
Ved Rønne’s død i 1833 blev grev Holstein-Holsteinborg formand. Under ham begyndte 1834 "Dansk Missionsblad" at udkomme og har siden været selskabets organ. Da Holstein døde i 1836, blev Johannes Ferdinand Fenger Formand. Under hans forsæde forsøgte Dansk Missionsselskab at gå ind på særlig danske baner uden at bryde sig om erfaringer fra udenlandske selskaber, og præsten Ludvig Daniel Hass rejste 1842 til Smyrna i Lilleasien ledsaget af seminaristen Christen Kold for at missionere mellem muhammedanere, jøder og de affældige, kristne kirker, men han vendte 1847 hjem med uforrettet sag. Fenger afløstes som formand 1855 af dr. H.C. Rørdam, præst i Hammer, men det gik stadig tilbage for missionsselskabet, og der var almindelig beklagelse over den ringe deltagelse. I 1860 sammenkaldtes det første almindelige missionsmøde i Nyborg, hvor Dansk Missionsselskab blev omorganiseret ved oprettelsen af kredsforeninger, og hvor ledelsen gik over fra grundtvigianerne til de højkirkelige. Dr. C.H. Kalkar, præst i Gladsaxe, blev valgt til formand.
I 1863 fik Dansk Missionsselskab sin første, selvstændige missionsstation, idet missionær Ochs, der var blevet uenig med det leipzigske missionsselskab, trådte i dets tjeneste. Han arbejdede på stationen Bethanien i Tamil Nadu i Sydindien. I 1862 blev der i København oprettet en missionsskole, der bestod til 1870, da den sprængtes ved den Løventhal’ske strid. I 1873 afløstes dr. Kalkar som formand af pastor V. Holm. I 1882 indtrådte Indre Missions leder pastor Vilhelm Beck i bestyrelsen, og denne retning fik efterhånden mest at sige. I 1889 blev provst Vahl formand og pastor Theodor Løgstrup rejsepræst og sekretær samtidig med, at selskabet blev helt omorganiseret og fik ny love. Kredsforeningsinddelingen blev gennemført. Missionærerne uddannedes 1870-87 hos private lærere i København, men 1887 overtog Henry Ussing deres uddannelse, og de boede hos ham i Vejlby præstegård. I 1890 flyttedes missionsskolen til Herning, år 1900 til Odense og i 1905 til København. Under provst Vahls formandskab opstod der alvorlige brydninger, som førte til, at Vahl 1897 trak sig tilbage. Han efterfulgtes af biskop Viggo Gøtzsche, men brydningerne vedblev, og pastor V. Beck traadte også ud af bestyrelsen. Et bevæget møde i Ålborg 1898 førte til et større opgør, der blandt andet førte til, at selskabets i datiden dygtigste missionær, Lars Peter Larsen i Indien, tog sin afsked fra selskabet. 1901 døde Gøtzsche, og pastor Baumann i Højelse blev hans efterfølger. Der opstod ny vanskeligheder, da missionsskolen blev angrebet for at have indført bibelkritik, og først Baumanns efterfølger, pastor Busch i Odense, der blev formand i 1904, fik forholdene på missionsskolen ændrede. I 1908 flyttede Det Danske Missionsselskab til imponerende rammer på Norgesmindevej 21-23 og Strandagervej 24-26 i Ryvangen/Hellerup, hvor arkitekt Aage V. Petersen tegnede et nybarokt palæ med pavilloner.

## Missionsvirksomheden
Dansk Missionsselskab begyndte sin selvstændige virksomhed i Sydindien blandt tamilerne 1864. På denne missionsmark var der 1914 i alt 40 missionærer og missionærhustruer, 25 bibelkvinder, 6 indfødte præster og 40 kateketer og evangelister samt 1.923 indfødte kristne. I 1891 begyndte Dansk Missionsselskab desuden at virke i Kina, i Manchuriet. Der var 1914 i alt 43 missionærer og missionærhustruer, 18 bibelkvindér, 1 indfødt præst og 44 evangelister samt 1.030 indfødte kristne. Både i Indien og i Kina udfoldede Dansk Missionsselskab en stor skolevirksomhed. Missionen i Grønland støttedes fortsat af Dansk Missionsselskab. Selskabet havde i 1914 i alt 1.241 missionskredse, samlede i 27 forbund, og en indtægt på 495.000 Kr. foruden, at det ejede 973.000 Kr. i bygninger og legatkapitaler med mere. "Dansk Missionsblad" udkom i 12.600 eksemplarer.
Dansk Missionsselskab havde i 1927 54 danske missionærer og 353 indfødte hjælpere i Indien og 77 danske missionærer og 237 indfødte hjælpere i Kina. I Indien blev der regelmæssigt holdt gudstjeneste 60 steder, og de kristnes antal var 4.640. I Kina var der 21 organiserede menigheder og 3.680 kristne. I Danmark støttedes arbejdet af 1.972 missionskredse samlede i 44 kredsforbund. I 1927 blev missionsarbejdet støttet med omkring 1.300.000 Kr. Missionsselskabets formue (i bygninger, legatkapitaler m.m.) var omkring 2½ mio. Kr.